# 高圧交流負荷開閉器
高圧交流負荷開閉器（こうあつこうりゅうふかかいへいき）とは、LBS (Load Break Switch) ともいい、変圧器や進相コンデンサーの一次側に設置する高圧開閉器のこと。主に300kVA以下のものに使用されるが、それ以上でも使用することもできる。また、電力ヒューズ（PF）付きの物もあり、この場合ストライカによる引き外し方式である事が望ましい。保護継電器の動作によって自動的に引き外す方式もある。また、300kVA以下の需要家では、遮断器の代わりに高圧交流負荷開閉器と電力ヒューズを組み合わせた方式を主遮断装置として多く用いられる。この方式をPF・S形といい、短絡電流は電力ヒューズで保護し、地絡電流は地絡過電流継電器を組み合わせて高圧交流負荷開閉器をトリップさせて保護する。